# David Bergeaud
David Bergeaud (* 1968 in Paris, Frankreich) ist ein französischer Komponist.

## Leben
David Bergeaud ist der Sohn eines Theaterregisseurs und Choreografen sowie der Sängerin Christine Nérac. Er begleitete sie auf ihrer Tour und wuchs somit teilweise in Europa, Afrika und im Mittleren Osten auf. Bereits im Alter von fünf Jahren begann seine Musikausbildung. Nach Privatunterricht und Studium an einem Konservatorium zog er 1987 im Alter von 19 Jahren nach Los Angeles, wo er noch im selben Jahr für den von Roger Corman produzierten Horrorfilm Savage Harbor als Filmkomponist debütierte. Seit 1996 komponiert Bergeaud auch für Computerspiele. Bekannt wurde er vor allem für die Musik zur Konsolenspielreihe Ratchet & Clank.

## Filmografie (Auswahl)
Film und Fernsehen
- 1987: Savage Harbor
- 1988: H.P. Lovecraft’s The White Monster (The Unnamable)
- 1992: The Unnamable II (The Unnamable II: The Statement of Randolph Carter)
- 1994–1995: Earth 2 (Fernsehserie, 21 Folgen)
- 1994: Midnight Run – Abgerechnet wird um Mitternacht (Another Midnight Run)
- 1994: Midnight Run – Lauf um dein Leben, Jack Walsh (Midnight Run for Your Life)
- 1994: Vanishing Son II – Im Feuer des Drachen (Vanishing Son II)
- 1994: Vanishing Son III – Kampf der Drachen (Vanishing Son III)
- 1994: Vanishing Son IV – Die Rückkehr der Drachen (Vanishing Son IV)
- 1995: Herkunft unbekannt (Donor Unknown)
- 1997: Am zweiten Weihnachtstag (On the 2nd Day of Christmas)
- 1997: Out of Control – Gefährliche Begierde (Sins of the Mind)
- 1997: Prinz Eisenherz (Prince Valiant)
- 1998: Familienglück oder andere Katastrophen (Via Satellite)
- 1998: Herr Schulleiterin (Mr. Headmistress)
- 2002: Behind the Badge – Mord im Kleinstadtidyll (The Badge)
- 2003: Hangman’s Curse – Der Fluch des Henkers (Hangman’s Curse)
- 2006: The Visitation
- 2006: Thr3e

Videospiele
- 1996: Disruptor
- 1998: Running Wild
- 2002: Ratchet & Clank
- 2003: Ratchet & Clank: Going Commando
- 2004: Ratchet & Clank: Up Your Arsenal
- 2005: Ratchet: Deadlocked
- 2006: Resistance: Fall of Man
- 2007: Ratchet & Clank: Size Matters
- 2007: Ratchet & Clank Future: Tools of Destruction
- 2008: Secret Agent Clank
- 2008: Ratchet & Clank Future: Quest for Booty
- 2011: PlayStation Move Heroes